# Canoa/kayak ai Giochi della XXX Olimpiade - K4 500 metri femminile
La gara di velocità K4, 500 metri, per Londra 2012 si è svolta al Dorney Lake dal 6 al 8 agosto 2012.

## Regolamento della competizione
La competizione prevede due batterie di qualificazione, una semifinale e una finale. I primi classificati e il miglior secondo nelle batterie di qualificazione accedono direttamente alla finale. Gli altri equipaggi accedono alla semifinale. I primi cinque classificati nella semifinale accedono poi alla finale.

## Programma
| Data                    | Ora         | Round               |
| ----------------------- | ----------- | ------------------- |
| Lunedì 6 agosto 2012    | 10:39 11:51 | Batterie Semifinali |
| Mercoledì 8 agosto 2012 | 10:44       | Finale              |

## Risultati

### Batterie

#### Batteria 1
| Pos. | Atleta                                                            | Paese         | Tempo    | Note |
| ---- | ----------------------------------------------------------------- | ------------- | -------- | ---- |
| 1    | Gabriella Szabó Danuta Kozák Katalin Kovács Krisztina Fazekas Zur | Ungheria      | 1'35"769 | Q    |
| 2    | Jess Walker Rachel Cawthorn Angela Hannah Louisa Sawers           | Gran Bretagna | 1'37"355 |      |
| 3    | Marie Delattre-Demory Joanne Mayer Sarah Guyot Gabrielle Tuleu    | Francia       | 1'40"022 |      |
| 4    | Yu Lamei Li Zhangli Ren Wenjun Liu Haiping                        | Cina          | 1'40"661 |      |
| 5    | Antonia Horvat-Panda Antonija Nađ Renata Major-Kubik Marta Tibor  | Serbia        | 1'40"756 |      |
| 6    | Rach Lovell Hannah Davis Jo Brigden-Jones Lyndsie Fogarty         | Australia     | 1'41"794 |      |

#### Batteria 2
| Pos. | Atleta                                                               | Paese       | Tempo    | Note |
| ---- | -------------------------------------------------------------------- | ----------- | -------- | ---- |
| 1    | Carolin Leonhardt Franziska Weber Katrin Wagner-Augustin Tina Dietze | Germania    | 1'31"633 | Q    |
| 2    | Teresa Portela Joana Vasconcelos Beatriz Gomes Helena Rodrigues      | Portogallo  | 1'32"785 |      |
| 3    | Vol'ha Chudźenka Iryna Pamjalova Nadźeya Papok Mar'ina Paŭtaran      | Bielorussia | 1'33"676 |      |
| 4    | Julija Kačalova Natal'ja Podol'skaja Juliana Salachova Vera Sobetova | Russia      | 1'33"680 |      |
| 5    | Marta Walczykiewicz Aneta Konieczna Karolina Naja Beata Mikołajczyk  | Polonia     | 1'35"843 |      |

### Semifinale
| Pos. | Atleta                                                               | Paese         | Tempo    | Note  |
| ---- | -------------------------------------------------------------------- | ------------- | -------- | ----- |
| 1    | Marta Walczykiewicz Aneta Konieczna Karolina Naja Beata Mikołajczyk  | Polonia       | 1'30"338 | Q, WB |
| 2    | Vol'ha Chudźenka Iryna Pamjalova Nadźeya Papok Mar'ina Paŭtaran      | Bielorussia   | 1'30"883 | Q     |
| 3    | Julija Kačalova Natal'ja Podol'skaja Juliana Salachova Vera Sobetova | Russia        | 1'31"824 | Q     |
| 4    | Jess Walker Rachel Cawthorn Angela Hannah Louisa Sawers              | Gran Bretagna | 1'32"550 | Q     |
| 5    | Marie Delattre-Demory Joanne Mayer Sarah Guyot Gabrielle Tuleu       | Francia       | 1'33"303 | Q     |
| 6    | Rach Lovell Hannah Davis Jo Brigden-Jones Lyndsie Fogarty            | Australia     | 1'33"671 |       |
| 7    | Antonia Horvat-Panda Antonija Nađ Renata Major-Kubik Marta Tibor     | Serbia        | 1'33"823 |       |
| 8    | Yu Lamei Li Zhangli Ren Wenjun Liu Haiping                           | Cina          | 1'34"004 |       |

### Finale
| Pos. | Atleta                                                               | Paese         | Tempo    | Note |
| ---- | -------------------------------------------------------------------- | ------------- | -------- | ---- |
|      | Gabriella Szabó Danuta Kozák Katalin Kovács Krisztina Fazekas Zur    | Ungheria      | 1'30"827 |      |
|      | Carolin Leonhardt Franziska Weber Katrin Wagner-Augustin Tina Dietze | Germania      | 1'31"298 |      |
|      | Vol'ha Chudźenka Iryna Pamjalova Nadźeya Papok Mar'ina Paŭtaran      | Bielorussia   | 1'31"400 |      |
| 4    | Marta Walczykiewicz Aneta Konieczna Karolina Naja Beata Mikołajczyk  | Polonia       | 1'31"607 |      |
| 5    | Jess Walker Rachel Cawthorn Angela Hannah Louisa Sawers              | Gran Bretagna | 1'33"055 |      |
| 6    | Teresa Portela Joana Vasconcelos Beatriz Gomes Helena Rodrigues      | Portogallo    | 1'33"453 |      |
| 7    | Julija Kačalova Natal'ja Podol'skaja Juliana Salachova Vera Sobetova | Russia        | 1'33"459 |      |
| 8    | Marie Delattre-Demory Joanne Mayer Sarah Guyot Gabrielle Tuleu       | Francia       | 1'35"299 |      |